# Khost (province)
Pour la capitale, voir Khost.
Khost est une province du Sud-Est de l'Afghanistan, dont la capitale est Khost, divisée en plusieurs communes qui sont : Matoon, Zazay, Tanay, Spira, Sobari, Nader shah kot, Qalandar, Mosakhel et Mandozay.

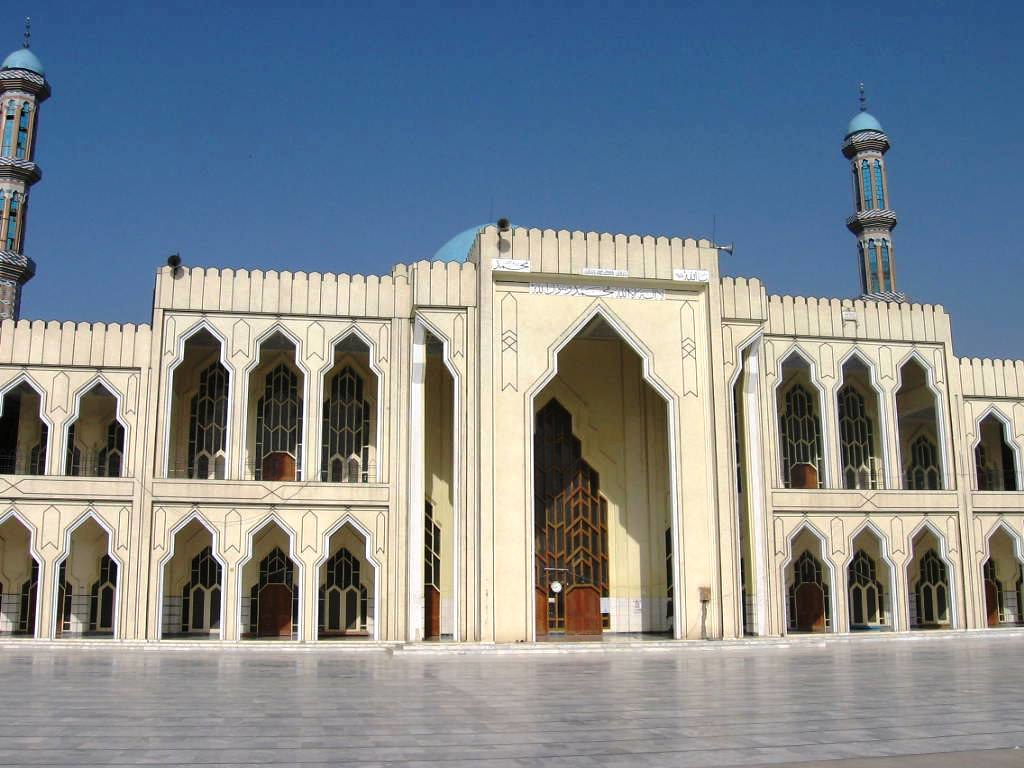
La mosquée de Khost à Khost, la capitale de la province de Khost

## Population
Les habitants de cette région sont majoritairement pachtounes, et sont musulmans sunnites. On y parle le pachto.
Les habitants de Khost sont des Khostis ou des Khostwals.

## Histoire
La province de Khost et Paktiya ne faisaient qu'une jusqu'à l'installation du nouveau gouvernement. Les Khostwals sont présents parmi la diaspora pachtoune en Europe et aux États-Unis.

## Administration
L'actuel gouverneur de la province est Hamidullah Qalandarzai.

## Districts
Liste des districts de la province de Khost :

Districts de la province de Khost avant 2005.

| District       | Population | Remarques                                |
| -------------- | ---------- | ---------------------------------------- |
| Bäk            | 27 675     |                                          |
| Gurbuz         | 30 751     |                                          |
| Jaji Maidan    | 23 197     |                                          |
| Khost (Matoon) | 160 214    |                                          |
| Mandozai       | 61 682     |                                          |
| Musa Khel      | 41 998     |                                          |
| Nadir Shah Kot | 37 193     |                                          |
| Qalandar       | 11 406     |                                          |
| Sabari         | 89 779     |                                          |
| Shamal         | 13 523     | Séparé de la province de Paktiya en 2005 |
| Spera          | 26 685     |                                          |
| Tani           | 67 096     |                                          |
| Tere Zayi      | inc.       |                                          |